# 고와역
고와역(일본어: 河和駅)은 일본 아이치현 지타군 미하마정에 위치한 나고야 철도 고와선의 철도역이다. 이 노선의 종착역이자, 역 번호는 KC 19이며, 섬식 승강장 2면 4선의 구조를 갖춘 지상역이다.

## 타는 곳
| 1 · 4 | ■ 고와 선 | 후키 · 오타가와 · 나고야 방면 |

## 이용 현황
- 2013년 기준 : 4,744명

## 역 주변
- 국도 제247호선
- 미하마 정청
- 고와 항 고속선 터미널
- 산노 병원

## 인접 역
| 나고야 철도 고와선           | 나고야 철도 고와선 | 나고야 철도 고와선 |
| ---------------------------- | ------------------ | ------------------ |
| KC 18 고와구치 오타가와 방면 | ■ 고와선           | 시·종착역          |